# Gerda Gruber
Gerda Gruber, ehemals verh. Spurey (* 23. Februar 1940 in Bratislava), ist eine österreichisch-mexikanische Keramikerin, Bildhauerin und Hochschullehrerin.

## Leben
Gerda Gruber absolvierte zunächst von 1954 bis 1957 eine Lehre in der Manufaktur Angelo Bartelotti in Wien. Anschließend studierte sie von 1957 bis 1962 an der Hochschule für angewandte Kunst Wien, wo sie von Robert Obsieger im Fach Keramik und von Heinz Leinfellner im Fach Skulptur unterrichtet wurde. Kurz nach ihrem Abschluss heiratete sie 1962 den Keramiker Kurt Spurey.
Von 1962 bis 1969 führte Gerda Spurey ein gemeinsames Atelier für keramische Plastik mit Iris Brendel (1929–2007; Ehefrau von Alfred Brendel) und Elisabeth Schaffner in Wien. Danach unterhielt sie dort zusammen mit ihrem Ehemann von 1969 bis 1975 ein Atelier für Porzellan-Gestaltung. 1966 nahm Gerda Spurey am Porzellan-Symposium in Bechyně teil. 1973 repräsentierte sie zusammen mit ihrem Ehemann Österreich beim ersten U.S. International Ceramic Symposium  an der Memphis Academy of Art. Sie wurde Mitglied der Internationalen Akademie für Keramik in Genf (1968), des Austrian Crafts Council (1970) und des Wiener Künstlerhauses (1973).
In den 1960er Jahren begann Gerda Spurey, ihre Werke auszustellen. Sie erhielt verschiedene Auszeichnungen, darunter 1969 den 1. Preis bei der Internationalen Ausstellung für angewandte Künste in Stuttgart und 1971 eine Gold-Medaille auf der Internationalen Keramik-Ausstellung in Faenza. Einzelausstellungen fanden unter anderem 1974 im MAK Wien und Düsseldorfer Hetjens-Museum statt.
1975 trennte sie sich von Kurt Spurey (1980 nahm sie wieder ihren Mädchennamen Gruber an) und verließ Österreich. Sie unterrichtete zunächst ein Jahr am Banff Center for Fine Arts in der kanadischen Provinz Alberta, bevor sie sich in Mexiko-Stadt niederließ. Von 1976 bis 1986 lehrte sie an der Escuela Nacional de Artes Plásticas der Nationale Autonome Universität von Mexiko (UNAM). Dort wirkte sie als Professorin und Begründerin der Meisterklasse für keramische Plastik. Weitere Lehraufträge hatte sie an der Taller Escuela Arte Fuego in Caracas (1988) und als Dozentin für Industriedesign in Keramik an der Architekturfakultät des Instituto Tecnológico y de Estudios Superiores de Monterrey (1989).
1992 zog Gerda Gruber nach Cholul bei Mérida, wo sie ein Studio und ein Lehrzentrum für keramische Plastik einrichtete. Weiterhin engagierte sie sich 1996 als Mitbegründerin der ersten Biennale für keramische Kunst in Monterrey. Sie unternahm Reisen nach Wien und Venedig (2001/2002), wobei sie mit Muraner Glasbläsern zusammenarbeitete. 2001 gründete sie zusammen mit Mari Carmen Castañer die Stiftung Fundación Gruber Jez, deren Sitz sich in einer alten Polizeistation in Cholul befindet. Diese hat die Förderung zeitgenössischer bildender Kunst zum Ziel, organisiert Ausstellungen und bietet Schulungen und Artist-in-Residence-Programme an.

## Werk
Gerda Gruber schuf Ende der 1970er und Anfang der 1980er Jahre zunächst geometrisch strukturierte Plastiken aus weißem Porzellan. Danach gestaltete sie von der tropischen Flora inspirierte, organisch-abstrakte Kompositionen in Form von hochgebrannten, glasierten Keramiken. Dabei bemalte sie die Tonobjekte mit Engobe. Später griff sie reale Motive auf (Figuren, Akte, Schlangen, Knoten, Nester, Ketten), die mitunter als Anspielungen auf gesellschaftliche Probleme interpretiert werden können. In den 1990er Jahren begann sie auch andere Materialien wie Glas, Bronze, Silber, Holz, Natur- und Kunstfasern einzusetzen. Zu diesen Arbeiten gehören biomorphe Skulpturen aus Muranoglas, die in wenigen kräftigen Farben gehalten sind und teilweise Millefiori-Einschmelzungen aufweisen. Auch hierbei finden sich Varianten der Motive Knoten, Nester und Akte wieder. Ein anderes Beispiel sind von Bäumen oder der Decke hängende Beutelnester, die aus Bambusgerüst sowie Sisal, Weide oder Polyester bestehen.
Werke von Gruber fanden unter anderem Aufnahme in die Sammlungen der Institutionen Museum für angewandte Kunst Wien, Hetjens-Museum, Museum für Angewandte Kunst Köln, Kulturgeschichtliches Museum Osnabrück, Victoria and Albert Museum, Los Angeles County Museum of Art, Musée Ariana, Kunstgewerbemuseum in Prag, Museum Boijmans Van Beuningen, Museo de la Secretaría de Hacienda y Crédito Público, Museo de Arte Moderno in Mexiko-Stadt, Museo del Vidrio in Monterrey, Läns Museum in Jönköping, Museo internazionale delle ceramiche in Faenza und Carborundum Museum of Ceramics in Niagara Falls.
Gruber ist gelegentlich auch als Buch-Illustratorin tätig. So illustrierte sie das von Barbara Pfeiler und Andreas Koechert herausgegebene Buch Jo’ots’ maak’. Geschichten, Legenden und Fabeln aus Yukatan (Verlag für Ethnologie, Hannover 2005).
Werke (Auswahl)
- Movimiento vegetal (Serie), 1986, mit Engobe bemalter und gebrannter Ton
- Brote nocturno, 1988, mit Engobe bemalter und gebrannter Ton
- Impresión tropical, 1991, mit Engobe bemalter und gebrannter Ton
- Selbst-Porträt, 1997, Bronze
- Jugador de pelota, 1998
- Doble camino, 1998, Silber
- Yuyas (Serie), 2001–2003, hängende Beutelnester aus Bambusgerüst und Sisal, Weide oder Polyester
- Gefederter Knoten, 2002, roter Schamotteton
- Nodi (Serie), 2002, Knoten aus Glas
- Guerreros (Serie), 2003, Polyester[1]

## Ausstellungen (Auswahl)

### Einzelausstellungen
- 1973: Kurt und Gerda Spurey Wien, Porzellan, Kulturgeschichtliches Museum Osnabrück
- 1973: Kunstmuseum Kopenhagen
- 1974: Museum für angewandte Kunst (MAK), Wien
- 1974, 1987: Hetjens-Museum, Düsseldorf
- 1976: Museo de Arte Moderno (MAM), Mexiko-Stadt
- 1995: Museo del Vidrio, Monterrey
- 2003: Gerda Gruber Nodi – Nidi – Nudi: Glasskulpturen aus Venedig, Galerie bei der Albertina Zetter, Wien
- 2005: Museo del Pueblo, Guanajuato
- 2009: Skulptur – Kiki Kogelnik, Gerda Gruber, Galerie bei der Albertina Zetter

### Ausstellungsbeteiligungen
- 1984: Biennale Internationale de Céramique contemporaine, Vallauris
- 1987: Svjetski triennale male keramike, Zagreb
- 1989: Triennale internationale, Porcelaine contemporaine, Nyon
- 1991: Bienal Internacional de Cerâmica Artística, Aveiro
- 1992: Bienal Barro de América, Caracas
- 2000: Sólo un guiño. Escultura mexicana en cerámica, Museo de la Secretaría de Hacienda y Crédito Público[1]
- 2021: Analog – Österreichische und Internationale Keramik der 1980er Jahre, Kunstmuseum Waldviertel, Schrems[4]